# コインブラ・エスポルチ・クルベ
コインブラ・エスポルチ・クルベ (Coimbra Esporte Clube) は、ブラジル・ミナスジェライス州のコンタジェン市を本拠地とするサッカークラブ。

## 概要
1986年1月5日に設立され、2010年にカンピオナート・ミネイロ・3部リーグに参加した。

## スタジアム
市立フラヴィオ・ペンターニャ・ギマランイスをホームスタジアムにしている。スタジアムの最大収容人数は1,900人。

## 歴代所属選手
- シキーニョ
- レオ・ミネイロ
- アフォンソ
- エドゥアルド・エンヒキ
- ユリ